# Леон Гінзбург (персонаж)
Леон Гінзбург — польсько-український єврей, що пережив Голокост та персонаж декількох книг про Другу світову війну.

## Історія
У дитинстві мав єврейське ім'я Нойке. Був єдиною вцілілою дитиною Мачейова, містечка з населенням у 5 000 у Східній Польщі (тепер частина України). Він вижив завдяки своєму розуму, інстинктивно приймаючи правильні рішення, які врятували його життя.   
Гінзбург дав інтерв'ю Пітеру Дженнінгсу для його фундаментальної роботи Століття (Даблдей, 1989) і для Джейн Маркс для її книги Приховані діти голокосту (Баллантін, 1993). Зовсім недавно, його історія була написана в повному обсязі його дочкою - Сюзанною Гінзбург, під назвою Нойке:  мемуари Леона Гінзбурга, (Avenger Books, 2012).